# Varuna
Thủy Thiên (Varuna /ˈvɜːrʊnə, ˈvɑːrə-/; tiếng Phạn: वरुण, Bản mẫu:IAST3, tiếng Mã Lai: Baruna) là một  vị thần Vệ Đà ban đầu gắn liền với bầu trời, sau đó là biển cả cũng như Ṛta (công lý) và Satya (sự thật). Ông xuất hiện trong lớp cổ nhất của văn học Vệ Đà của Ấn Độ giáo, ví dụ thánh ca 7,86 của Rigveda. Ông cũng được nhắc đến trong tác phẩm ngữ pháp tiếng Tamil Tolkāppiyam, với tư cách là thần biển và mưa Kadalon. Ông được cho là con trai của Kashyapa (một trong bảy nhà hiền triết cổ đại).
Trong Puranas Hindu, Varuna là thần đại dương, vật cưỡi của thần là Makara (cá sấu) và vũ khí là Pasha (thòng lọng, vòng dây). Ông là vị thần hộ mệnh hướng Tây. Trong một số văn bản, ông là cha của nhà hiền triết Vệ đà Vasishtha.
Varuna xuất hiện trong thần thoại Phật giáo Nhật Bản với tên gọi Suiten. Ông cũng xuất hiện trong Kỳ Na giáo. Ông có thể có quan hệ họ hàng với Uranus Hy Lạp.